# Verwaltungsgemeinschaft Vier Berge
Die Verwaltungsgemeinschaft Vier Berge bestand bis zum 1. Januar 2005 im Landkreis Weißenfels in Sachsen-Anhalt. Der Verwaltungssitz befand sich in Langendorf.

## Mitgliedsgemeinden
Die VG Vier Berge hatte die folgenden vier Mitgliedsgemeinden:
- Gröbitz
- Langendorf
- Leißling
- Prittitz

## Geschichte
Am 1. Januar 2005 erfolgte die endgültige Auflösung der Verwaltungsgemeinschaft Vier Berge durch Zusammenlegung mit der Verwaltungsgemeinschaft Teucherner Land zur neuen Verwaltungsgemeinschaft Vier Berge-Teucherner Land.
Zum 1. Januar 2011 wurde die Verwaltungsgemeinschaft Vier Berge-Teucherner Land im Zuge der Neubildung Teil der Einheitsgemeinde Stadt Teuchern.